# Elsaß-Lothringische Zentrumspartei
Die Elsaß-Lothringische Zentrumspartei (ELZ) war seit 1906 die Landesorganisation des Zentrums im Reichsland Elsaß-Lothringen.

## Vorgeschichte
Die Bevölkerung des Reichslandes Elsaß-Lothringen war zu fast 3/4 katholisch. Katholische Politiker bestimmten daher die regionale Politik. Die Konfession der Bevölkerung war ein wesentlicher Grund für die kritische Haltung der Bevölkerung zum preußisch-protestantisch geprägten Reich und dessen protestantischem Kaiser. Diese kritische Distanz führte dazu, dass die (überwiegend katholischen) Reichstagsabgeordneten des Reichslandes sich dort nicht der Fraktion des Zentrums anschlossen, sondern eigenständig agierten und autonomistische Positionen vertraten.

## Erste katholische Wahlvereine
Das von Frankreich übernommene Vereinsrecht Elsaß-Lothringens sah die Bildung von Wahlvereinen nur auf Wahlkreisebene vor. Ab den beginnenden 1890er-Jahren entstanden solche Vereine an verschiedenen Orten. 1892 bildete sich in Straßburg eine Ortsgruppe des Volksvereins für das katholische Deutschland. Bei der Reichstagswahl 1893 unterlagen jedoch die Kandidaten des Vereins Heinrich Cetty und Dr. Paul Müller-Simonis nach der Ankündigung, sich nach erfolgreicher Wahl der Zentrumsfraktion anschließen zu wollen.

## Katholische Volkspartei
Trotz der Wahlniederlage gründete Müller-Simonis 1894 in Straßburg die Katholische Volkspartei. Nachdem diese Gründung die Genehmigung der Regierung erhalten hatte, wählte die erste Generalversammlung am 17. April 1895 Charles Voltz zum Vorsitzenden und Müller-Simonis zum Vizepräsidenten. Die Ausweitung der Partei, die 1895 etwa 800 Mitglieder hatte, auf weitere Landkreise wurde von der Regierung abgelehnt. Wahlerfolge blieben jedoch weiter aus.

## Gründung der Elsaß-Lothringischen Zentrumspartei
Der Volksverein wuchs in hohem Tempo. Aus den 1500 Mitgliedern im Jahre 1891 waren 1901/02 bereits 5.108 und 1902/03 schon 15830 geworden. 1904/05 zählte man 35.071 Mitglieder und bildete den drittstärksten Landesverband. Über die Einbindung des Vereins in die reichsweite Organisation wurde die Forderung nach einer Zusammenarbeit mit dem Zentrum mit Vehemenz im Reichsland erhoben. Auch die katholischen Zeitungen unterstützten die Forderung. Die Gegner einer Zusammenarbeit, wie Nicolaus Delsor, Emile Wetterlé und von Rappoltsweiler gerieten zunehmend in eine Minderheitenposition.
Der Landesverband des Zentrums wurde am 26. Januar 1903 in Straßburg gegründet. Dr. Peter Burguburu wurde erster Vorsitzender. Eine Vielzahl lokaler Gruppen schloss sich an. Am 11. März 1906 bildete sich die Elsaß-Lothringische Zentrumspartei, der sich der Landesverband anschloss.
In der Realität war das Elsass-Lothringische Zentrum eine vergleichsweise heterogene Partei. Neben Vertretern, die einen engeren Anschluss an das reichsdeutsche Zentrum anstrebten, gab es Vertreter der pro-französischen partikularistischen Richtung, die dies ablehnten. Publikationsorgane der erstgenannten Richtung waren die Lothringer Volksstimme und die Oberelsässische Landeszeitung, und für die zweitgenannte Richtung das Journal de Colmar (später Nouvelliste d’Alsace-Lorraine), das vom Abgeordneten Emile Wetterlé geleitet wurde.

## Elsaß-Lothringische Zentrumspartei als führende Kraft im Reichsland
Die Elsaß-Lothringische Zentrumspartei war bei der Reichstagswahl 1907 erfolgreich. Mit Franz Xaver Hoën, Karl Hauss, Leo Vonderscheer und Dionysius Will stellte das elsaß-lothringische Zentrum vier Abgeordnete, die sich im Reichstag der Zentrumsfraktion anschlossen. Auch wenn Leo Vonderscheer im Konflikt um die Verfassung des Reichslandes von 1911 aus der Zentrumsfraktion austrat und andere katholische Abgeordnete wie Heinrich Wiltberger sich der Zentrumsfraktion nicht anschlossen, war das Zentrum zur stärksten Partei des Reichslandes geworden.
Bei den ersten und einzigen Wahlen zum Landtag des Reichslandes Elsaß-Lothringen 1911 erreichte das Zentrum 31,0 % der Stimmen und 24 Sitze von 60 Mandaten.

## Nach dem Ende des Reichslandes
Mit der französischen Besetzung Elsaß-Lothringens 1918 endete auch die Geschichte des Zentrums dort. Als neue Partei des politischen Katholizismus im Elsass bildete sich die Elsässische Volkspartei (franz. Union populaire républicaine). In Lothringen war die Union Républicaine Lorraine (URL) Nachfolgepartei.

## Parteivorsitzende
- 1906–1909: Peter Burguburu, Arzt aus Straßburg
- 1910 Leo Vonderscheer (Rücktritt am 2. April 1911)
- 1911–1915 Scheer Wahl am 24. November 1911[2]